# 班納 (堪薩斯州)
班納（英語：Banner）是位於美國堪薩斯州特里戈縣的一個鬼鎮。

## 歷史
班納的郵政局於1879年設立，直到1918年結束營運。

## 地理
班納所處的海拔為高於海平面734米（即2408英呎），而該地所採用的時區為UTC-6，即北美中部時區（CST）。同時該地設有夏令時間，為UTC-6調快一小時，即UTC-5（CDT）。